# Aeschynanthus dischidioides
Aeschynanthus dischidioides là một loài thực vật có hoa trong họ Tai voi. Loài này được (Ridl.) D.J.Middleton mô tả khoa học đầu tiên năm 2007.